# Affaire de la Creole
L'affaire de la Creole est la conséquence d'une révolte d'esclaves en 1841 à bord de la Creole, un navire négrier américain impliqué dans le commerce des esclaves par voie maritime à l'intérieur des États-Unis.

## Les faits

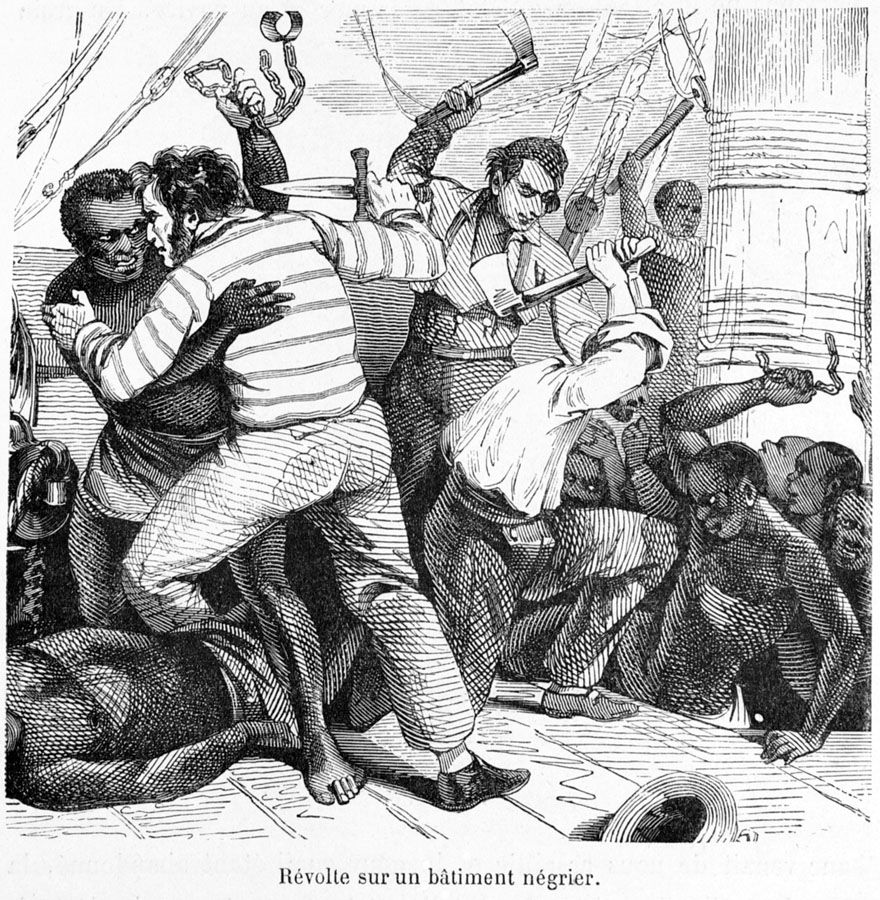
Révolte sur un navire négrier.

En 1841, un brick baptisé Creole transportait 135 esclaves de Hampton Roads, en Virginie, vers La Nouvelle-Orléans. Dix-neuf esclaves se révoltèrent, conduits par Madison Washington (en), et s'emparèrent du navire. Ils réussirent à le conduire jusqu'à Nassau aux Bahamas, alors colonie britannique. 
L'affaire de la Creole créa une tension diplomatique entre la Grande-Bretagne et les États-Unis, et des remous politiques aux États-Unis. Le secrétaire d'État Daniel Webster exposa que les esclaves étaient la propriété privée légale de citoyens américains et demanda qu'ils leur soient rendus. L'esclavage était alors illégal en Grande-Bretagne depuis 1838, et les Britanniques ignorèrent la demande.

## Conséquences politiques
À la Chambre des représentants des États-Unis, Joshua Reed Giddings, député de l'Ohio, présenta une série de neuf résolutions qui soutenaient que la loi locale de l'État de Virginie n'était pas applicable aux esclaves au-delà des eaux de la Virginie, et que le gouvernement des États-Unis n'avait pas à agir pour protéger les droits d'un propriétaire d'esclaves dans cette affaire. Les résolutions causèrent une grande émotion. La Chambre des représentants vota la censure de Giddings, qui démissionna. Il fut aussitôt réélu par les citoyens de l'Ohio. 

## Conséquences diplomatiques
L'affaire aurait pu être évoquée pendant la négociation du traité Webster-Ashburton signé en 1842, mais personne ne la souleva. Un des points du traité prononçait l'interdiction du commerce des esclaves en haute mer et prévoyait que les deux signataires agiraient pour la rendre effective. Aux Bahamas, les Britanniques avaient arrêté et mis en prison les dix-neuf rebelles sous l'accusation de meurtres. Cette arrestation avait apparemment suffi pour satisfaire les Américains. Madison Washington et les 18 autres furent libérés après quelques semaines de détention.

## Autre révolte d'esclaves en mer
L'affaire de La Amistad en 1839 est similaire, mais a eu lieu en haute mer.

## Équipage et passagers de laCreole
Officiers :
- Robert Ensor, of Richmond VA, capitaine, blessé
- Zephaniah C. Gifford, premier maître, blessé
- Lucius Stevens, second maître

Matelots :
- Blinn Curtis, blessé
- William Devereux, homme de couleur libre, steward du bord
- Francis Foxwell
- Jacques Lacombe, Français, timonier
- Jacob Leitener, Prussien, cuisinier du bord
- John Silvy (Antonio)
- Henry Sperk

Passagers :
- L'épouse du capitaine, son enfant en bas âge, sa nièce
- John Hewell, marchand d'esclaves, tué
- Thomas McCargo, marchand d'esclaves
- Theophilus McCargo, fils de Thomas
- Lewis, vieil esclave de Thomas McCargo
- William Merritt, marchand d'esclaves

Organisateurs de la révolte des esclaves :
- Madison Washington
- Ben Blacksmith
- Elijah Morris
- Doc Ruffin

## Les neuf résolutions déposées par Joshua Reed Giddings
1. Avant l'adoption de la Constitution fédérale, chacun des États constituant l'Union exerçait la juridiction pleine et exclusive de  l'esclavage sur son propre territoire et avait tout pouvoir pour le continuer ou l'abolir comme il lui plait.
2. En adoptant la Constitution, ces pouvoirs décrits ci-dessus n'ont pas été délégués au Gouvernement fédéral, mais réservés; ils restent du ressort de chaque État.
3. Dans le 1er article, 8e section de la Constitution, chacun des États a délégué au Gouvernement fédéral toute juridiction sur le commerce et la navigation en haute mer.
4. L'esclavage, étant une restriction des droits naturels de l'homme, ne peut exister que par la force légale de lois locales, et est nécessairement confiné à la juridiction territoriale de l'autorité qui les a énoncées.
5. Quand un navire qui appartient à des citoyens d'un État de l'Union quitte les eaux et le territoire de cet État et se trouve en haute mer, les personnes qui sont à bord cessent d'être assujetties aux lois sur l'esclavage de cet État, et donc sont soumises dans leurs relations les unes aux autres, et doivent se conformer, aux lois des États-Unis.
6. Quand le brick Creole dans son récent voyage vers La Nouvelle-Orléans, a quitté la juridiction territoriale de la Virginie, les lois concernant l'esclavage dans cet État ont cessé de régir les personnes à bord de ce brick, et ces personnes doivent se conformer uniquement aux lois des États-Unis.
7. Les personnes à bord de ce bateau, en reprenant leurs droits naturels de liberté de la personne, n’ont encouru aucune responsabilité légale et ne sont susceptibles d'aucune punition selon la loi.
8. Aucune tentative de reprendre possession de ces personnes et de les soumettre de nouveau à l'esclavage n'est autorisée par la Constitution ou les lois des États-Unis, et elles sont incompatibles avec notre honneur national.
9. Toutes tentatives d'exercer l'influence de notre nation en faveur du commerce des esclaves le long de nos côtes, ou de placer notre nation en situation de continuer un « commerce des êtres humains » est une atteinte aux droits et une injure aux opinions des États où l'esclavage n'existe pas, ne sont pas autorisées par la Constitution, et portent atteinte à la nature morale de notre nation.

## Sources
- (en) Cet article est partiellement ou en totalité issu de l’article de Wikipédia en anglais intitulé « Creole case » (voir la liste des auteurs).